# Mount Saddleback
Mount Saddleback är ett berg i Australien. Det ligger i regionen Boddington och delstaten Western Australia, omkring 130 kilometer sydost om delstatshuvudstaden Perth. Toppen på Mount Saddleback är 583 meter över havet, eller 41 meter över den omgivande terrängen. Bredden vid basen är 0,73 km.
Trakten runt Mount Saddleback är nära nog obefolkad, med mindre än två invånare per kvadratkilometer.. Närmaste större samhälle är Boddington, omkring 19 kilometer norr om Mount Saddleback.
I omgivningarna runt Mount Saddleback växer huvudsakligen savannskog. Genomsnittlig årsnederbörd är 636 millimeter. Den regnigaste månaden är september, med i genomsnitt 127 mm nederbörd, och den torraste är februari, med 7 mm nederbörd.